# Jeunesse olympique pradéenne Conflent Canigou rugby
Maillots
Actualités
La Jeunesse olympique pradéenne Conflent Canigou rugby est un club français de rugby à XV fondé en 1965 et basé à Prades en Conflent, au pied du massif du Canigou dans les Pyrénées-Orientales.
Le club évolue en Fédérale 2 pour la saison 2022-2023.

## Historique

### Montée en première division (1969)
Lors de la saison 1968-1969, le JO Prades, vainqueur du Bordeaux étudiants club en seizième puis de Sainte-Foy-la-Grande en huitième de finale arrive en quart de finale du championnat de France de 2e division et accède à la 1re division.
En 1969-1970, les Pradéens terminent dernier de la poule à un petit point du FC Lourdes et redescendent alors en seconde division.

## Palmarès
- Championnat de 3e division :
  - Champion (1) : 1988
  - Finaliste (1) : 2016

- Championnat de 3e série  :
  - Champion (1) : 1923

## Entraîneurs
- Jérôme Gendre
- Chinarro Samuel
- Sanchez Didier